# 박범훈
박범훈(朴範薰)(1948년 4월 12일 ~ )은 대한민국의 지휘자, 교육인, 전 정무직공무원이다. 종교는 불교다. 지휘자이자 중앙대학교 교수를 지냈고, 중앙대학교 총장을 지내기도 했다. 청와대 교육과학문화수석비서관을 맡기도 했다.
2008년 국악춘추사에서 발간한 책 “배 띄워라”에 구희서의 시‘배 띄워라’를 바탕으로 신민요 형식의 곡을 작곡해 발표했다.
2015년에 박범훈은 청와대에 있던 동안 중앙대학교가 본분교를 이원화캠퍼스로 통합하고, 3년제 전문대학인 적십자간호대학과 통합하는 과정에서 3년제 전문대와 4년제 대학이 통합할 때 정원을 감축해야 하는 비율에 대한 규제를 완화시키는 등 중앙대학교에 특혜를 주었다는 의혹으로 수사를 받았고 결국 구속되었다.